# Einar Kruse (fotbollsspelare)
Einar Kruse var en svensk fotbollsspelare. Han spelade för Malmö FF från 1929 till 1933.